# Amiota atomia
Amiota atomia är en tvåvingeart som beskrevs av Maca och Lin 1993. Amiota atomia ingår i släktet Amiota och familjen daggflugor.
Artens utbredningsområde är Taiwan. Inga underarter finns listade i Catalogue of Life.